# رویال کاپیتان (شرق ایندیمان)
رویال کاپیتان (شرق ایندیمان) (به انگلیسی: Royal Captain (East Indiaman)) یک کشتی بود که طول آن ۱۴۳ فوت (۴۴ متر) بود. این کشتی در سال ۱۷۷۲ ساخته شد.